# Valentín Parera
Valentín Parera Mora (Granada, 15 de julio de 1895 – Madrid, 5 de abril de 1986) fue un actor de cine español.
Tras finalizar el bachillerato, desempeñó trabajos de representante comercial, empleado en una compañía de seguros y vendedor de automóviles.
Interesado en el cine, interpretó pequeños papeles en películas producidas en Francia. Fue Benito Perojo quien vio en él aptitudes para representar un papel destacado en El negro que tenía el alma blanca (1927), película con la que se reveló como artista de cine. Poco después, el éxito de otra película del mismo director, La condesa María, lo consagraría como figura del cine mudo español.
Fue contratado por la MGM para rodar en Hollywood la versión castellana de la película Paid, en la que no llegó a intervenir porque se suspendió el rodaje. En 1931, durante el viaje de regreso en barco, conoció a la soprano y actriz estadounidense Grace Moore, con la que contrajo matrimonio en Cannes el 15 de julio del mismo año.
Aunque actuó con éxito en varias películas más, a partir de su matrimonio se dedicó a gestionar los contratos de Grace hasta el fallecimiento de esta en accidente de aviación en Copenhague. Desde entonces se ocupó de negocios propios de cine y televisión, alternando su residencia entre Nueva York y Madrid, donde falleció el 5 de abril de 1986. 

## Filmografía
| Año  | Título                                      | Personaje            | Dirección                                  |
| ---- | ------------------------------------------- | -------------------- | ------------------------------------------ |
| 1927 | El negro que tenía el alma blanca           | Marqués de Arencibia | Benito Perojo                              |
| 1928 | La condesa María                            | Manolo               | Benito Perojo                              |
| 1928 | Corazones sin rumbo                         | Pepe Alcaraz         | Benito Perojo y Gustav Ucicky              |
| 1929 | Los claveles de la Virgen                   | Harry Stone          | Florián Rey                                |
| 1930 | La bodega                                   | Don Luis             | Benito Perojo                              |
| 1930 | Un hombre de suerte                         | Castrenese           | Benito Perojo                              |
| 1930 | El amor solfeando o El profesor de mi mujer | Alberto Castillo     | Robert Florey, Armand Guerra y Florián Rey |
| 1933 | Yo, tú y ella u ¡Ojo, solteros!             | Eduardo              | John Reinhardt                             |
| 1934 | Granaderos del amor                         | Augusto              | John Reinhardt y Miguel de Zárraga         |
| 1934 | Dos más uno, dos                            | Carlos Bentley       | John Reinhardt                             |
| 1935 | Señora casada necesita marido               | Antoñito Orbok       | James Tinling                              |